# Benetton B199
La Benetton B199 è una vettura di Formula 1, con cui la scuderia italiana affrontò il campionato 1999.
Vennero confermati i piloti della stagione precedente ovvero Giancarlo Fisichella e Alexander Wurz.

## Aspetti tecnici
Come motori continuarono a essere impiegati i vecchi Renault, forniti ora dalla Supertec (che aveva acquistato la Mecachrome), sempre come motori clienti e venendo nuovamente ribattezzati Playlife per ragioni di sponsor.
Vennero mantenuti i particolari deflettori adottati l'anno prima, introducendo anche delle nuove prese d'aria delle pance a doppio ingresso (divise longitudinalmente), per ottimizzare i flussi d'aria all'interno della vettura.
Come previsto dal regolamento, le gomme (sempre fornite dalla Bridgestone) presentavano 4 scanalature longitudinali sia sui battistrada anteriori sia posteriori.
La livrea rimase abbastanza simile al 1998, ovvero azzurra, bianca e blu, con le bandelle laterali ricolorate nel classico verde Benetton anziché in rosso, in seguito alla defezione degli sponsor Akai e FedEx (quest'ultimo passato alla Ferrari).

## Stagione
Il campionato seguì un andamento simile a quello della stagione precedente, con una discreta prima parte di stagione e una seconda parte avara di risultati. Nel complesso tuttavia la B199 si dimostrò fin da subito nettamente inferiore alla sua diretta antenata: Fisichella ottenne un 4º posto nella gara inaugurale in Australia, mentre in Brasile partì in terza fila rimanendo in zona punti per circa metà gara prima di ritirarsi per un guasto alla frizione; a Imola, pur partendo 16º dopo una qualifica difficile, riuscì a concludere 5°, piazzamento che ripeté a Montecarlo, dove il suo compagno di squadra Wurz giunse 6°; in Canada poi il romano conquistò il miglior risultato della stagione, bissando il 2º posto dell'anno prima, che lasciava intravedere finalmente dei progressi, ma che invece si rivelò un fuoco di paglia: nelle gare successive infatti le prestazioni peggiorarono molto, sia in qualifica sia in gara (a Silverstone i due piloti partirono addirittura entrambi in nona fila) e l'unico risultato utile conquistato fu il 5º posto di Wurz in Austria; il team ebbe solo altri due acuti: in Ungheria Fisichella partì quarto, rimanendo in zona punti per 52 giri (di cui 28 in cui occupò la 3ª posizione) prima di essere tradito dal motore, mentre al Nürburgring il pilota capitolino si qualificò sesto e, complici i diversi ritiri e problemi dei piloti di testa, per via della pioggia, si portò al comando dopo 45 giri, rimanendovi per solo per altre quattro tornate prima di essere a sua volta costretto al ritiro per un'uscita di pista.
Il mondiale si chiuse così con soli 16 punti e il 6º posto nella classifica costruttori, peggior risultato del team fino a quel momento.

## Risultati completi in Formula 1
| Anno | Team             | Motore                | Gomme | Piloti     |     |     |     |   |    |     |     |    |    |     |     |    |     |     |    |    | Punti | Pos. |
| ---- | ---------------- | --------------------- | ----- | ---------- | --- | --- | --- | - | -- | --- | --- | -- | -- | --- | --- | -- | --- | --- | -- | -- | ----- | ---- |
| 1999 | Benetton Formula | Playlife FB01 3.0 V10 | B     | Fisichella | 4   | Rit | 5   | 5 | 9  | 2   | Rit | 7  | 12 | Rit | Rit | 11 | Rit | Rit | 11 | 14 | 16    | 6º   |
| 1999 | Benetton Formula | Playlife FB01 3.0 V10 | B     | Wurz       | Rit | 7   | Rit | 6 | 10 | Rit | Rit | 10 | 5  | 7   | 7   | 14 | Rit | Rit | 8  | 10 | 16    | 6º   |